# AirBART

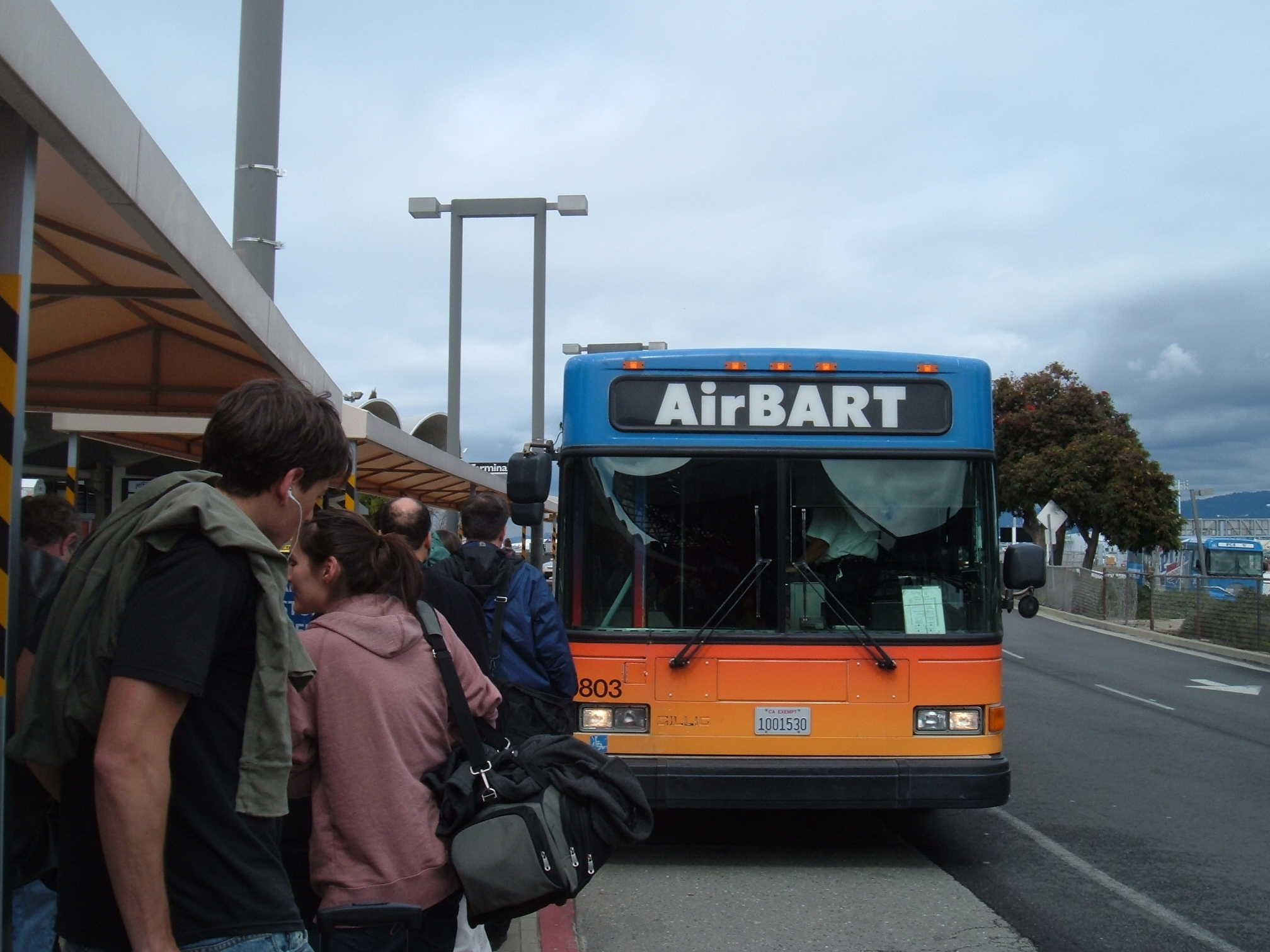
AirBART en el Aeropuerto Internacional de Oakland

AirBART fue un servicio de autobuses que se conectó con la estación Coliseum/Oakland Airport del BART con el Aeropuerto de Oakland de la Bahía de San Francisco (OAK). Los autobuses se pararan justo a nivel de las plataformas de las estaciones del BART. Los autobuses operaban cada 10 minutos los domingos, y lunes a viernes, mientras que los martes, miércoles, jueves y viernes operan cada 15 minutos.
El costo es de $3 ($1 para niños menor de 12 años, y personas mayor a 65 años o más, y personas minusválidas).
A diciembre de 2009, la flota del AirBART consiste en cinco autobuses Eldorado Axess que operan en gas natural.
El 22 de noviembre de 2014, la línea Coliseum–Oakland International Airport sustituyó el AirBART.